# سینگ بوری

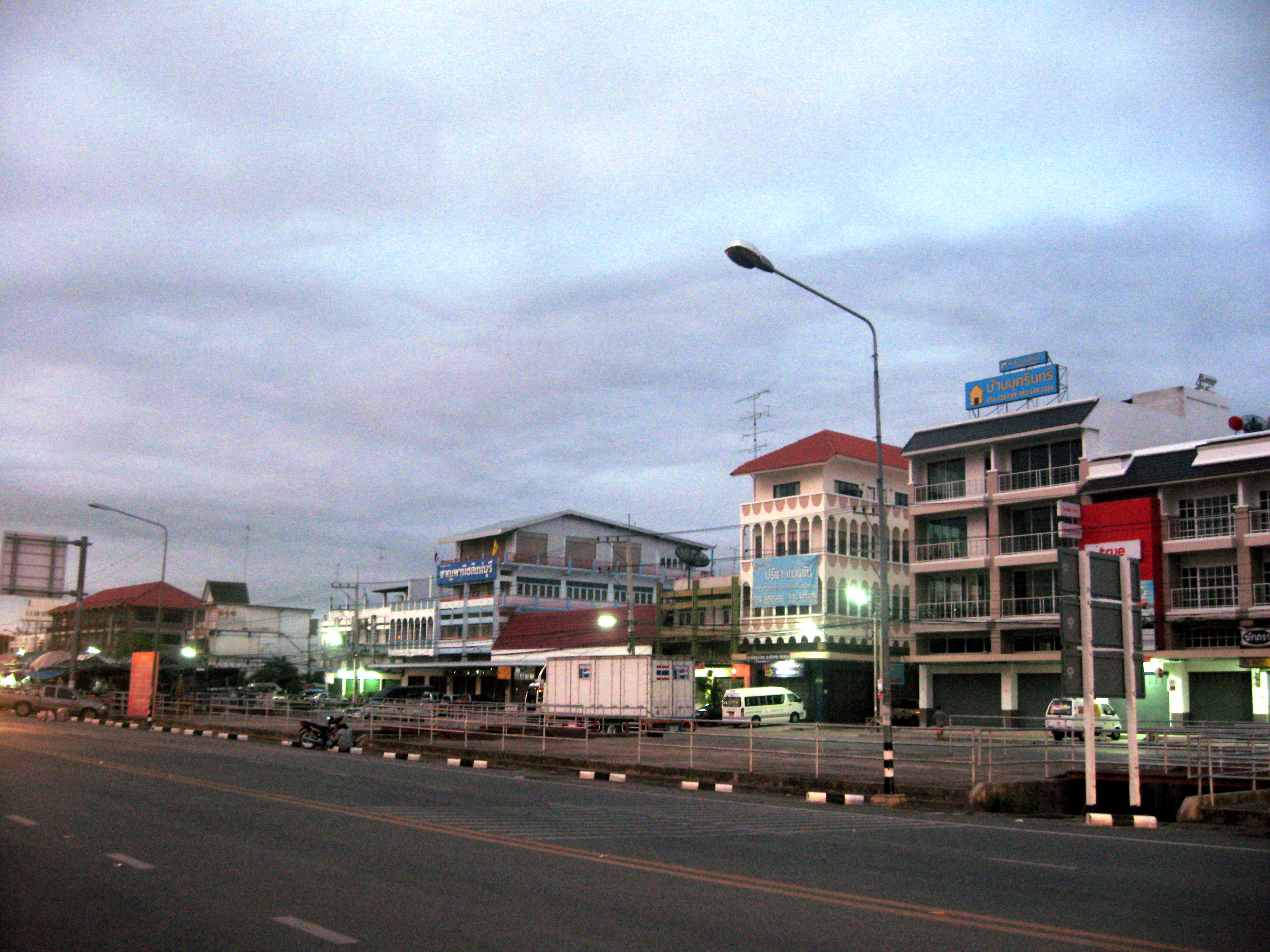

سینگ بوری (به تایلندی: เทศบาลเมืองสิงห์บุรี) یک شهر در تایلند است که در استان سینگ بوری واقع شده‌است.

## خصوصیات
سینگ بوری ۷٫۸۱ کیلومترمربع مساحت و ۱۹٬۴۷۰ نفر جمعیت دارد